# Hallopus
Hallopus Hallopus là một chi động vật bò sát đã tuyệt chủng, chúng được phân loại như một chi khủng long bởi O. C. Marsh năm 1881.